# カロッツェリア・ギア
カロッツェリア・ギア（Carrozzeria Ghia SpA、1915年にトリノで設立）は、最も有名なイタリアの自動車ボディーデザインスタジオ（カロッツェリア）、コーチビルダーの一つである。ギア社はジアッキント・ギア（Giacinto Ghia）とガリーリオ（Gariglio）の二人により、カロッツェリア・ギア&ガリーリオ（Carrozzeria Ghia & Gariglio）としてトリノのヴァレンティノ通り（Via Valentino）コルソ（Corso）4番地に設立された。

## 概要

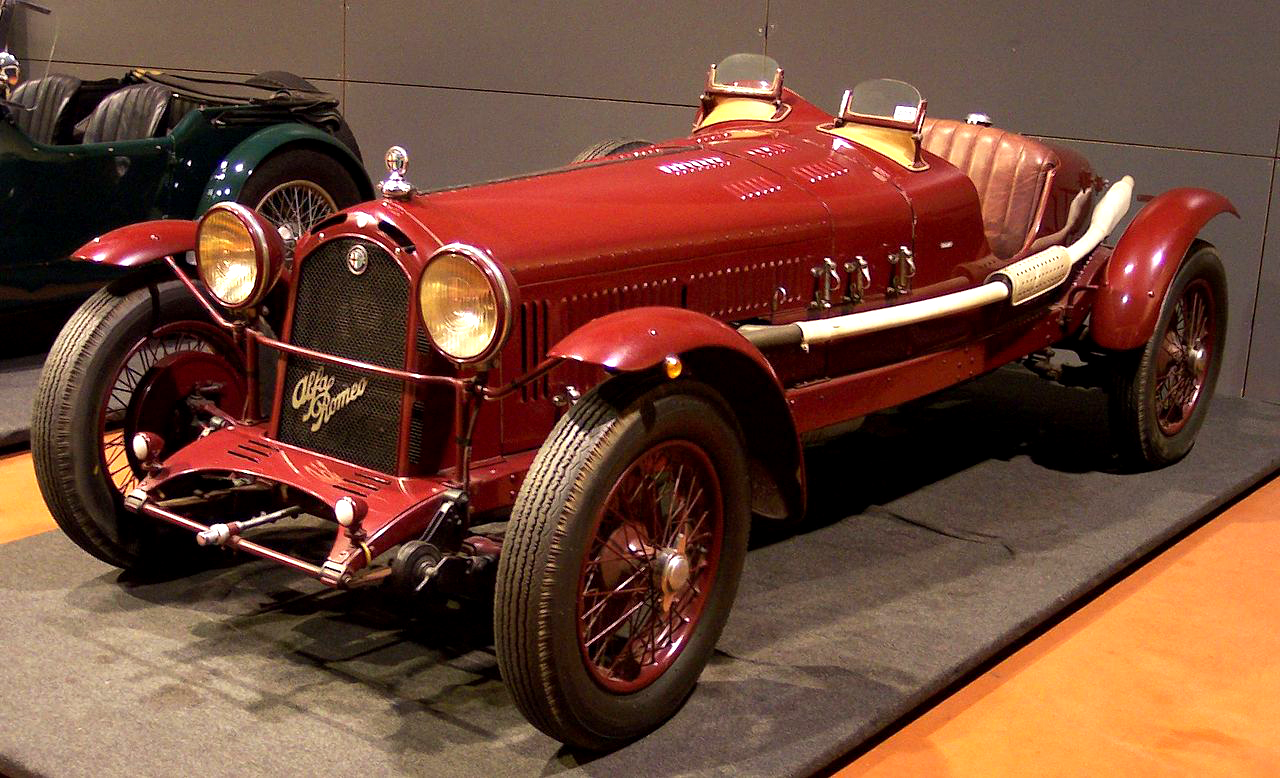
アルファ・ロメオ 6C 1750（1929年）参考

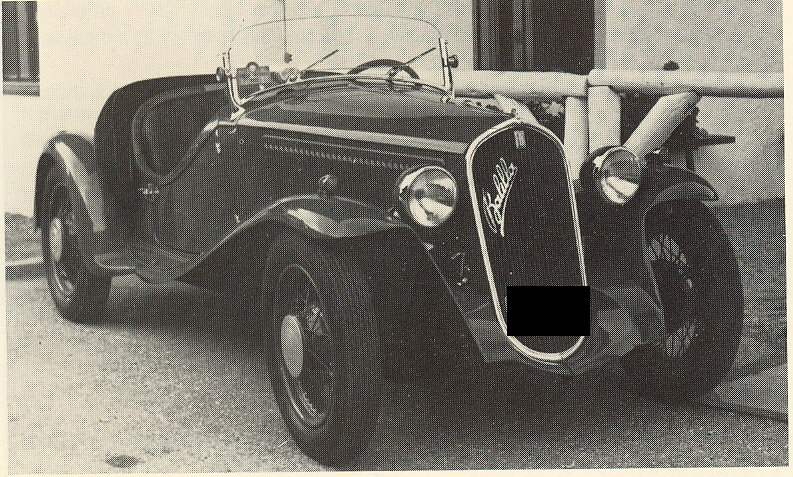
フィアット・508 バリッラ・スポーツ（1934年）参考

ギア社は最初、1929年度のミッレミリアの記念すべき優勝車であるアルファ・ロメオ 6C 1500（Alfa Romeo 6C）に代表されるような軽量アルミニウム製ボディの車を製造していた。
第一・第二次世界大戦の間にはアルファロメオ、フィアット、ランチアの特製車をデザインし、なかでも最も有名なものはフィアット 508（Fiat 508）バリッラ（Ballilla） スポーツクーペ（1933年）であった。
1943年に第二次世界大戦中の空襲で工場は破壊されたが、後にトマッシ・グロッシ通り（Via Tomassi Grossi）に再建された。
1944年にジアッキント・ギアが死亡したが、会社は戦後の1948年にマリオ・ボアノ（Mario Boano）とジョルジョ・アルベルティ（Giorgio Alberti）に売却され、スイスのエーグル（Aigle）に支社のギア＝エーグル（Ghia-Aigle）が設立された。

### ルイジ・セグレ時代
1953年、カーデザイナーのルイジ・セグレ（Luigi Segre）が入社してくる共に、フォード・モーター社（リンカーン・フューツラ：Lincoln Futura コンセプトカー）、フォルクスワーゲン社（カルマンギア）やボルボ社（ボルボ・P1800）といった海外の企業から多くのデザインを受注した。
1953年にボアノがフィアット社へ去ると工場はアゴスティノ・ダ・モンテフェルトロ通り（via Agostino da Montefeltro）に移り、ルイジ・セグレがギア社を買い取った。その後ギア社はコーチビルダーであるピエトロ・フルアの会社を買収し、フルアをルノー・フロリード（Renault Floride）をデザインしたギア・デザイン（Ghia Design）（1957年 - 1960年）のトップに据えた。
ルイジ・セグレ率いるギア社とクライスラー社のデザイナーであるヴァージル・エクスナー（Virgil Exner）との密接なパートナー関係は、セグレ在籍期間よりはじまりセグレ死後の後も15年にわたり続くこととなる。その協力関係は18台のクライスラー・ギア（Chrysler Ghia）の特製モデル（1951年 - 1953年）、K-310、クライスラー・ノーズマン（Chrysler Norseman）、クラウン インペリアル・リムジン（ジャクリーン・ケネディ・オナシス、ネルソン・ロックフェラー等の著名人が所有した）、等々に結実した。その中にはギア社製ボディを架装した数台のフェラーリすらあった。

また、ギア社は短命に終わったデュアル＝ギア（Dual-Ghia）事業にも参画している。総じてギア社の生産数は常に極僅かであり、この生産数が他のイタリアのコーチビルダーの車よりも希少価値を高めていた。

### ジョルジェット・ジウジアーロ時代
1963年セグレの死後、1966年にギア社はラムフィス・トロヒーヨ（Ramfis Trujillo）に売却され、1967年には再度ライバルのデザイン会社のオーナーであったアレッサンドロ・デ・トマソの手に渡るなど、その経営環境は不安定であった。しかしこの間、1965年にはセグレの後任のチーフスタイリストとしてジョルジェット・ジウジアーロが入社しており、セグレ時代同様に多くの優れたデザインが製品化された。
この時代の代表作としてはマセラティ・ギブリ(1966年)、デ・トマソ・マングスタ・イソ・リヴォルタ・フィディア(共に1967年)がある。ギアは当時日本のいすゞ自動車をクライアントとしており、いすゞ・117クーペ(1966年プロトタイプ発表・1968年発売)もこの時期のギアの秀作の一つである。また、ジウジアーロのデザインではないが、いすゞ・フローリアン(1966年プロトタイプ発表・1967年発売)もこの時期のギア社のデザインである。
ギア社がデ・トマソの傘下に入った翌年の1968年、ジウジアーロはギアを辞めて自らの会社・イタルデザインを興した。後任のチーフスタイリストはトム・チャーダで、フォード社製5,750 cc（351 cu in）OHV V型8気筒 エンジン搭載のデ・トマソ・パンテーラの開発に関わった。

### フォード車のブランドとして
アレッサンドロ・デ・トマソもギア社を収益性のある企業として経営することは困難であり、彼は1970年に自身の持ち株をフォード社に売却した。
1973年からギアの名称はフォード社の主要モデルの高級グレードに付けられるブランド名となった。この命名法はフォードのヨーロッパ向けブランド（グラナダ ギア 、カプリ ギア 、コーティナ ギア、エスコート ギア、フィエスタ ギア、後にシエラ ギア  、オリオン ギア :Orion、スコーピオ ギア、モンデオ ギア、フォーカス ギア）で始まり、続いてブラジルのフォード・デル・レイ ギアに採用されるなど世界中に広まり、特に米国、南アメリカ、オーストラリア市場で使用されることとなる。
しかしながら英国市場のフォード車において実際にギアの名称を使用する割合は徐々に減ってきている。2008年11月時点で僅かにモンデオとギャラクシーのみがギアの名称を使用しており、フィエスタ、C-MAX、クーガやS-MAXの例で分かるように高級グレードには「チタニウム（Titanium）」の名称が付けられるようになってきている。（フィエスタは英国市場でギア・グレードの名称を1977年2月から2008年11月までの31年半に渡る最も長い年月の間途切れることなく使用し続けていた。）
現在、ギア・スタジオは、フォード社の看板の下で様々なコンセプトカーを製作している。

## ギアの車
| 車名                                     | 年度   | デザイナー                   | 備考                  |
| ---------------------------------------- | ------ | ---------------------------- | --------------------- |
| フォルクスワーゲン・カルマンギア         | 1955年 |                              |                       |
| アルファ・ロメオ 1900SSギア              | 1954年 |                              |                       |
| アルファ・ロメオ ギア・スペシャル1900CSS | 1955年 |                              |                       |
| ルノー・フロリード                       | 1958年 | ピエトロ・フルア             |                       |
| クライスラー・デュアル＝ギア             | 1958年 |                              |                       |
| フォルクスワーゲン・カルマンギア         | 1961年 |                              |                       |
| フィアット・2100S クーペ                 | 1961年 |                              | 製造はOSI             |
| クライスラー・ターバイン                 | 1963年 |                              | 50台製造              |
| ギア・1500GT                             | 1963年 |                              |                       |
| ギア・G230S                              | 1963年 |                              | フィアット 2300ベース |
| ギア・450                                | 1966年 |                              | 56台製造              |
| ギア／ブガッティ・101C                   | 1965年 | ヴァージル・エクスナー       |                       |
| いすゞ・117クーペ                        | 1966年 | ジョルジェット・ジウジアーロ |                       |
| マセラティ・ギブリ                       | 1966年 | ジョルジェット・ジウジアーロ |                       |
| イソ・リヴォルタ・フィディア             | 1967年 | ジョルジェット・ジウジアーロ |                       |
| デ・トマソ・マングスタ                   | 1966年 | ジョルジェット・ジウジアーロ |                       |
| デ・トマソ・パンテーラ                   | 1971年 | トム・チャーダ               |                       |

## ギャラリー

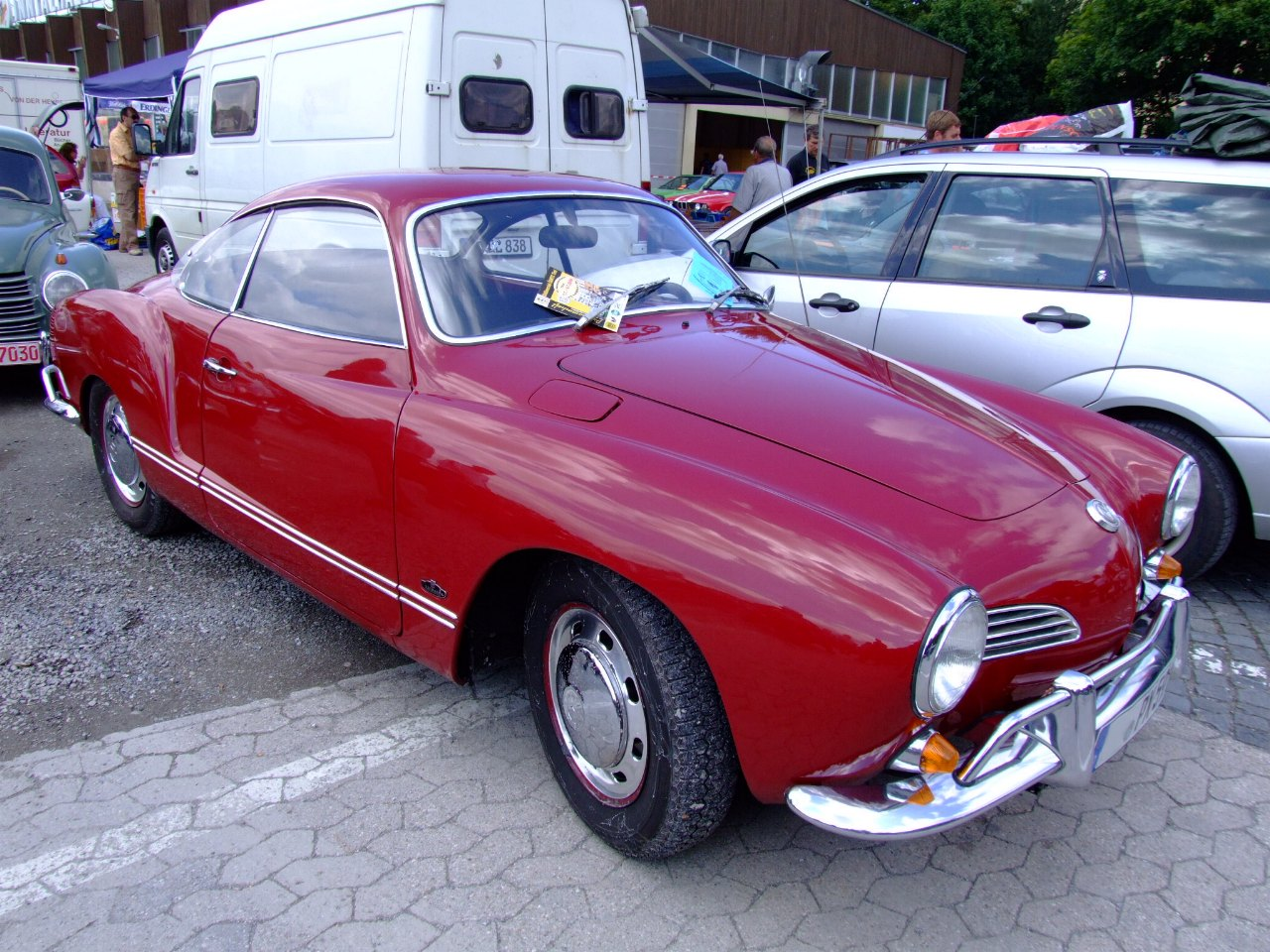
フォルクスワーゲン・カルマンギア（1955年）
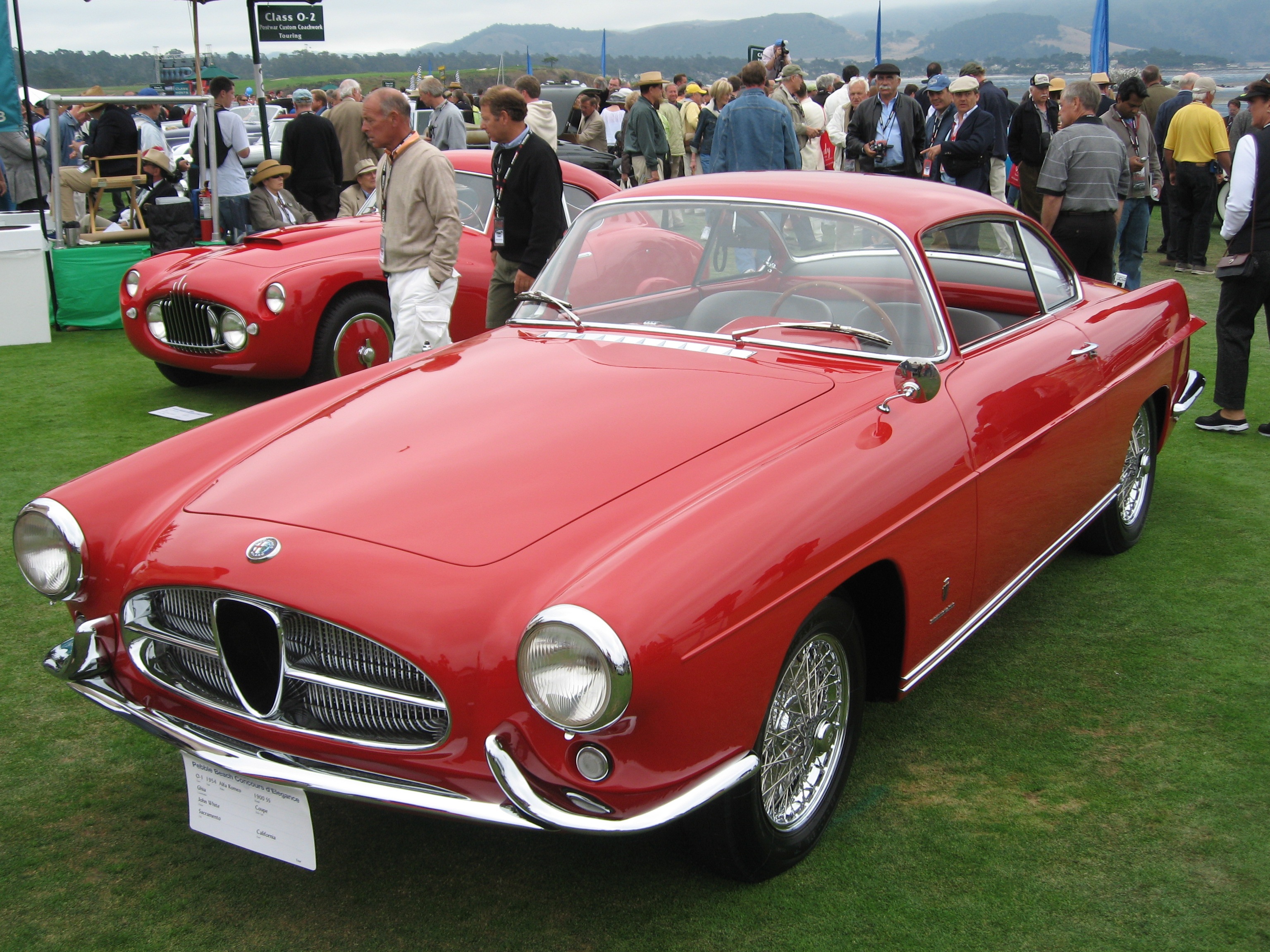
アルファ・ロメオ 1900SSギア（1954年）
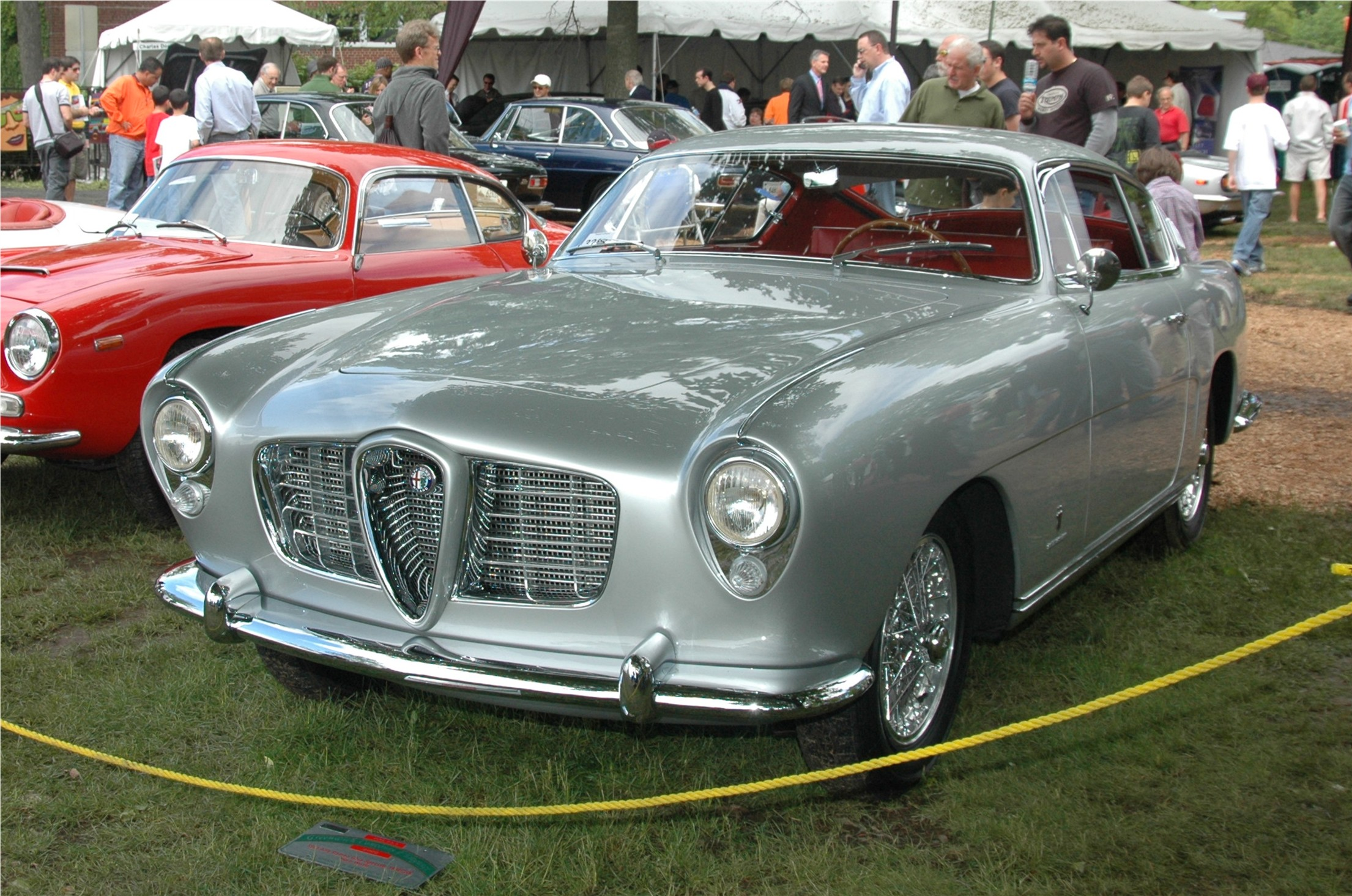
アルファ・ロメオ ギア・スペシャル1900CSS（1955年）
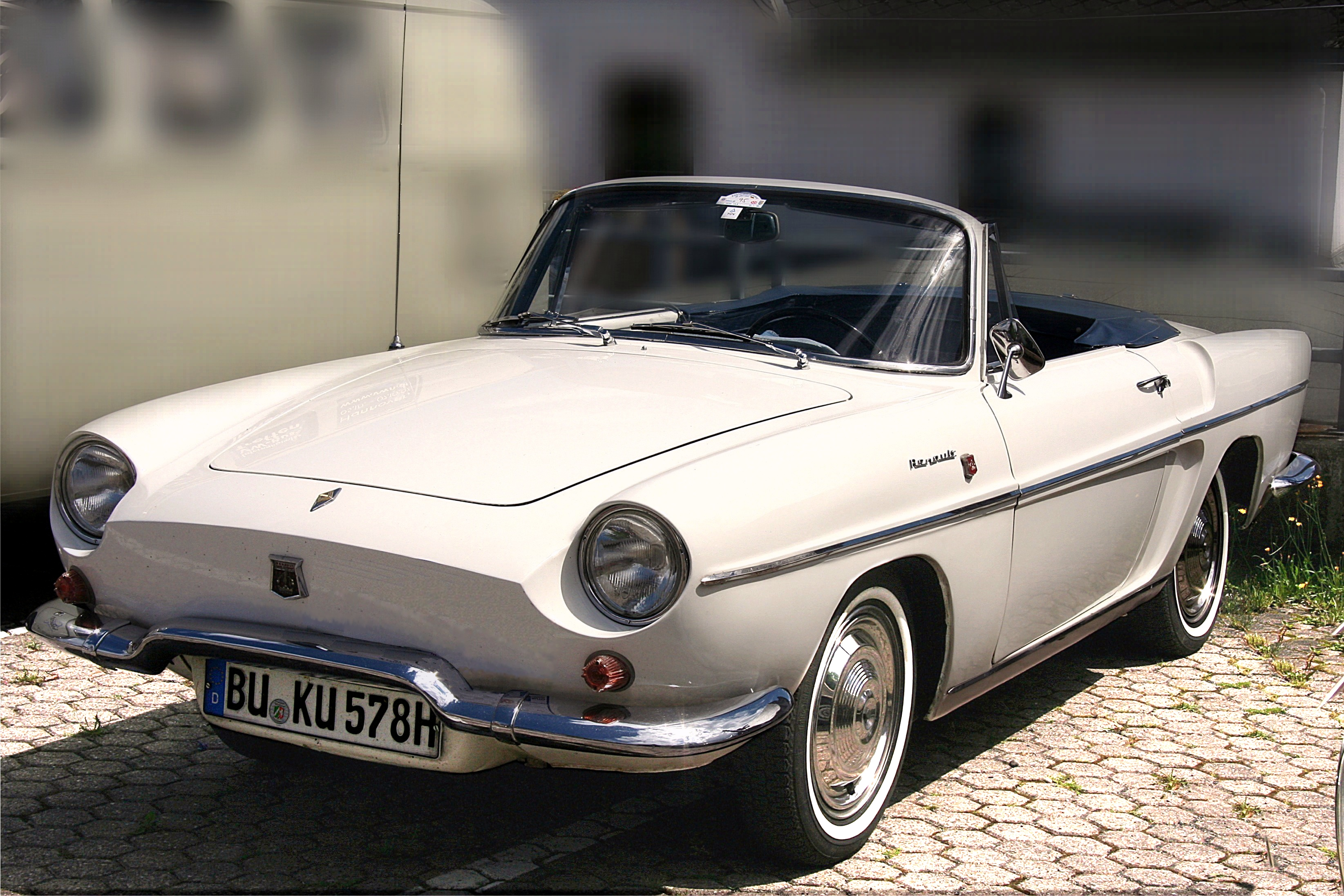
ルノー・フロリード（1958年）
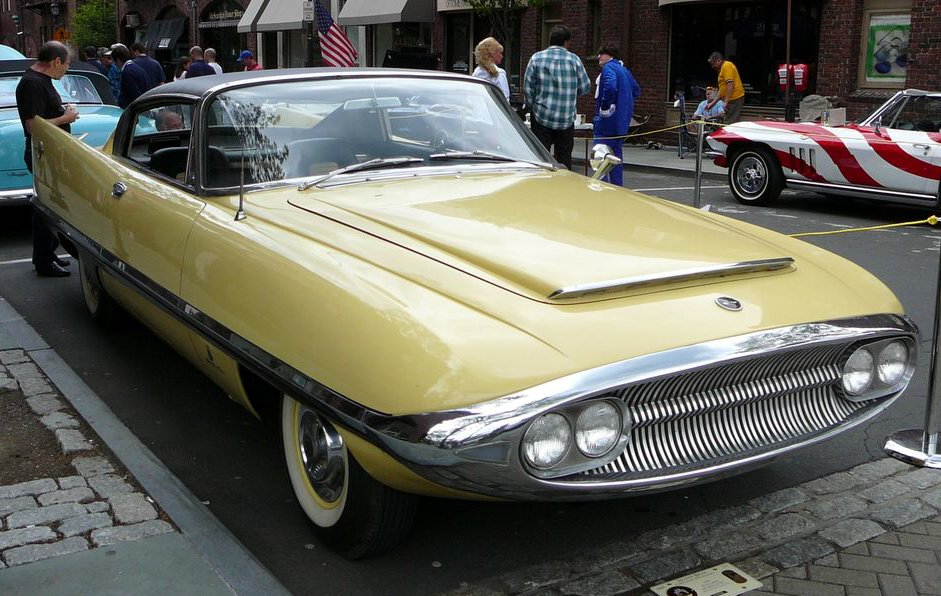
クライスラー・デュアル＝ギア（1958年）
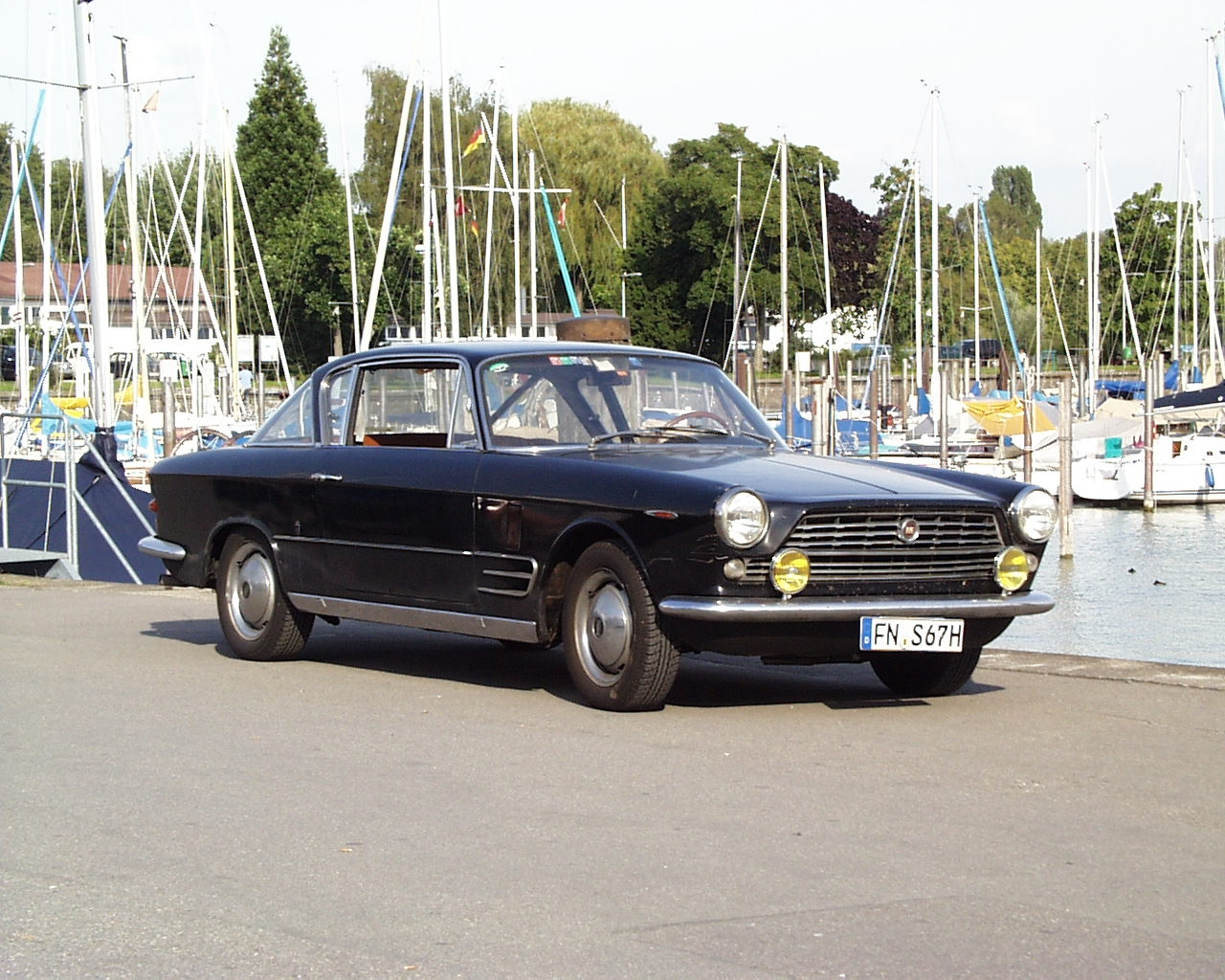
フィアット・2300S クーペ（1962年）
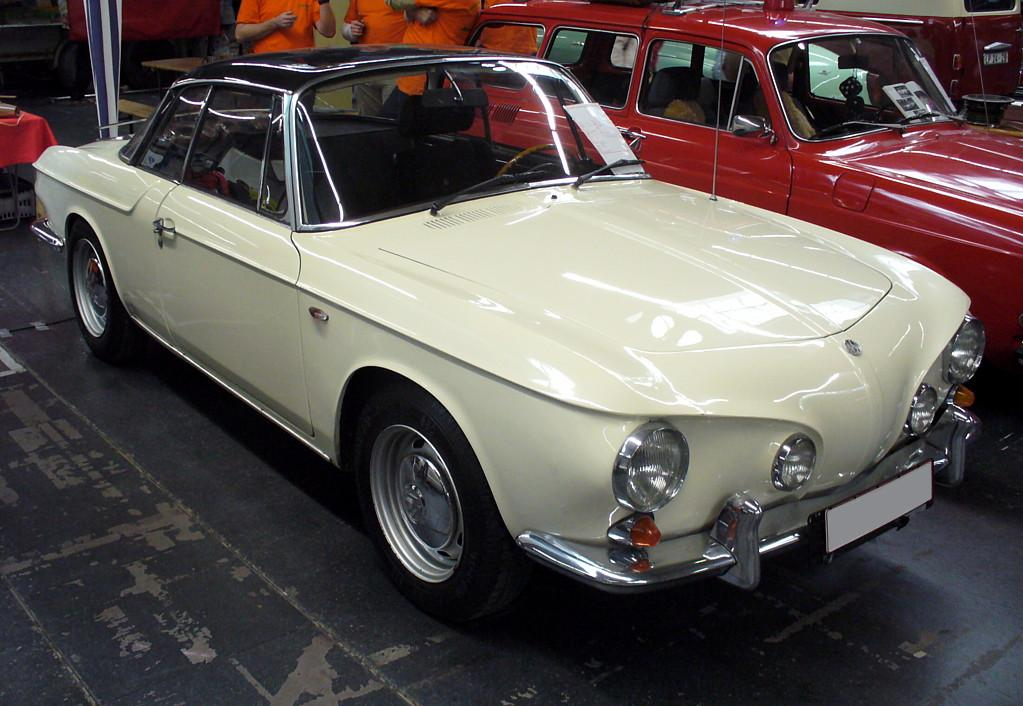
フォルクスワーゲン・カルマンギア（1961年）
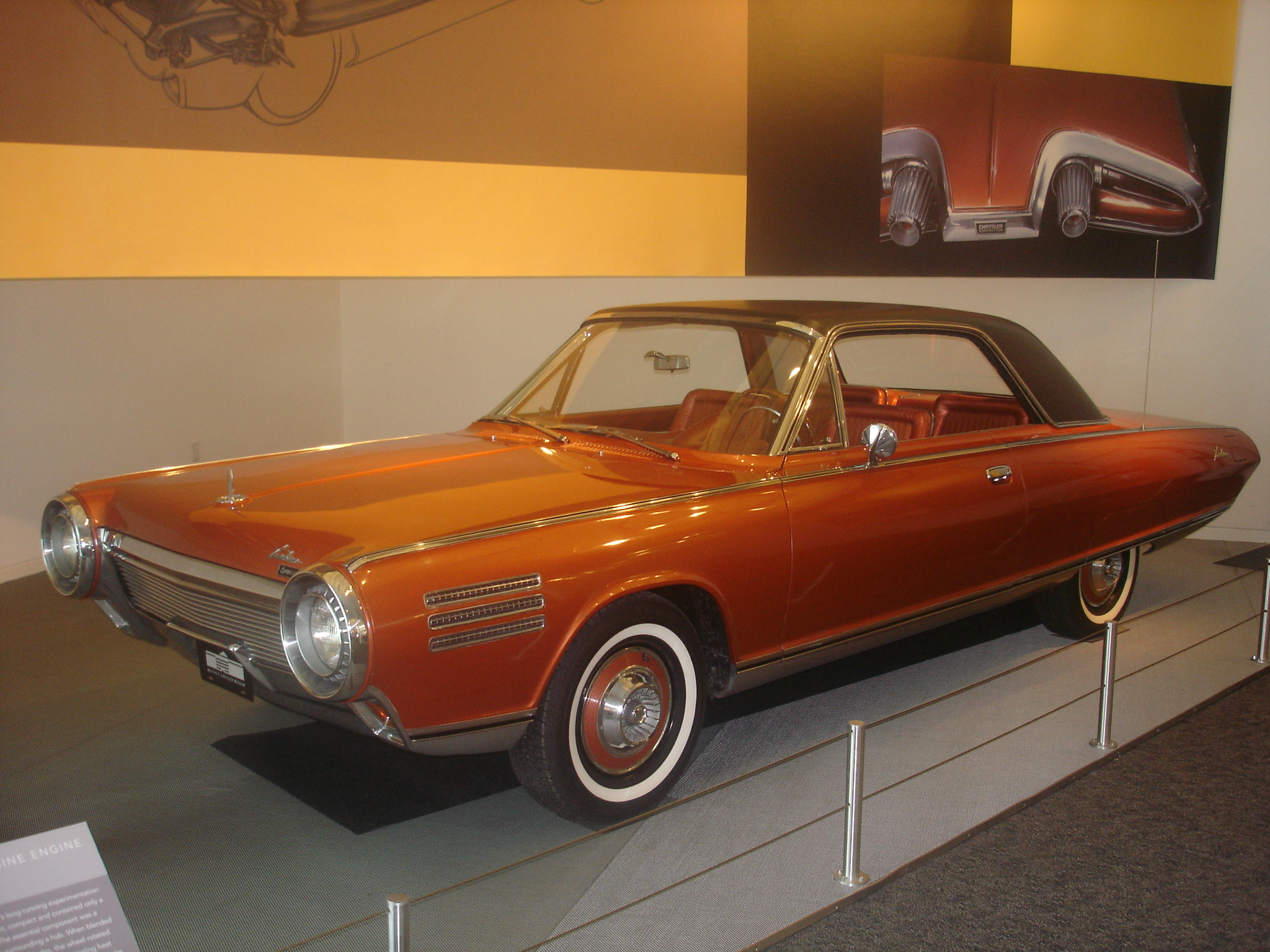
クライスラー･ターバイン（1963年）
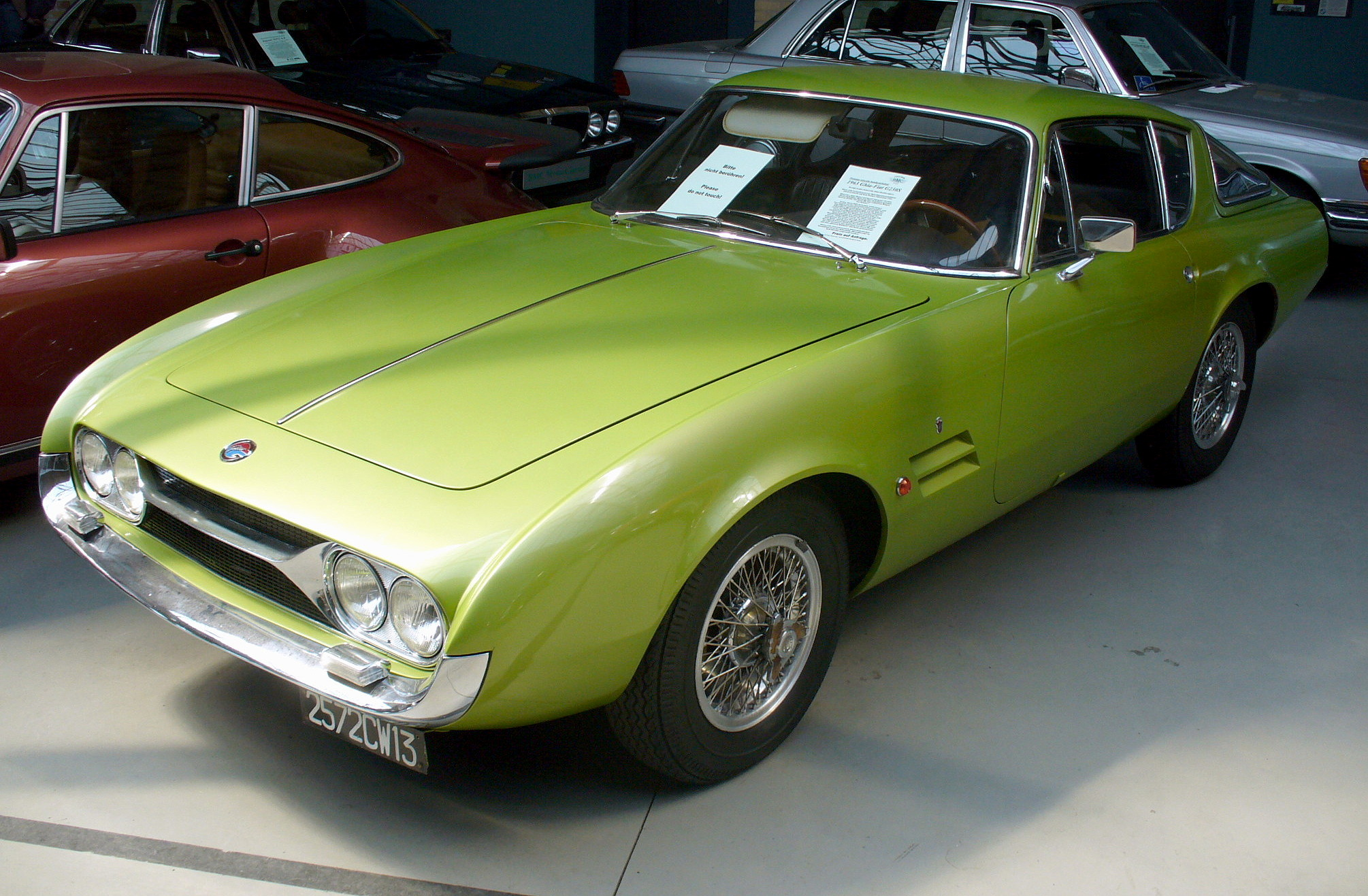
ギア・G230S（1963年）
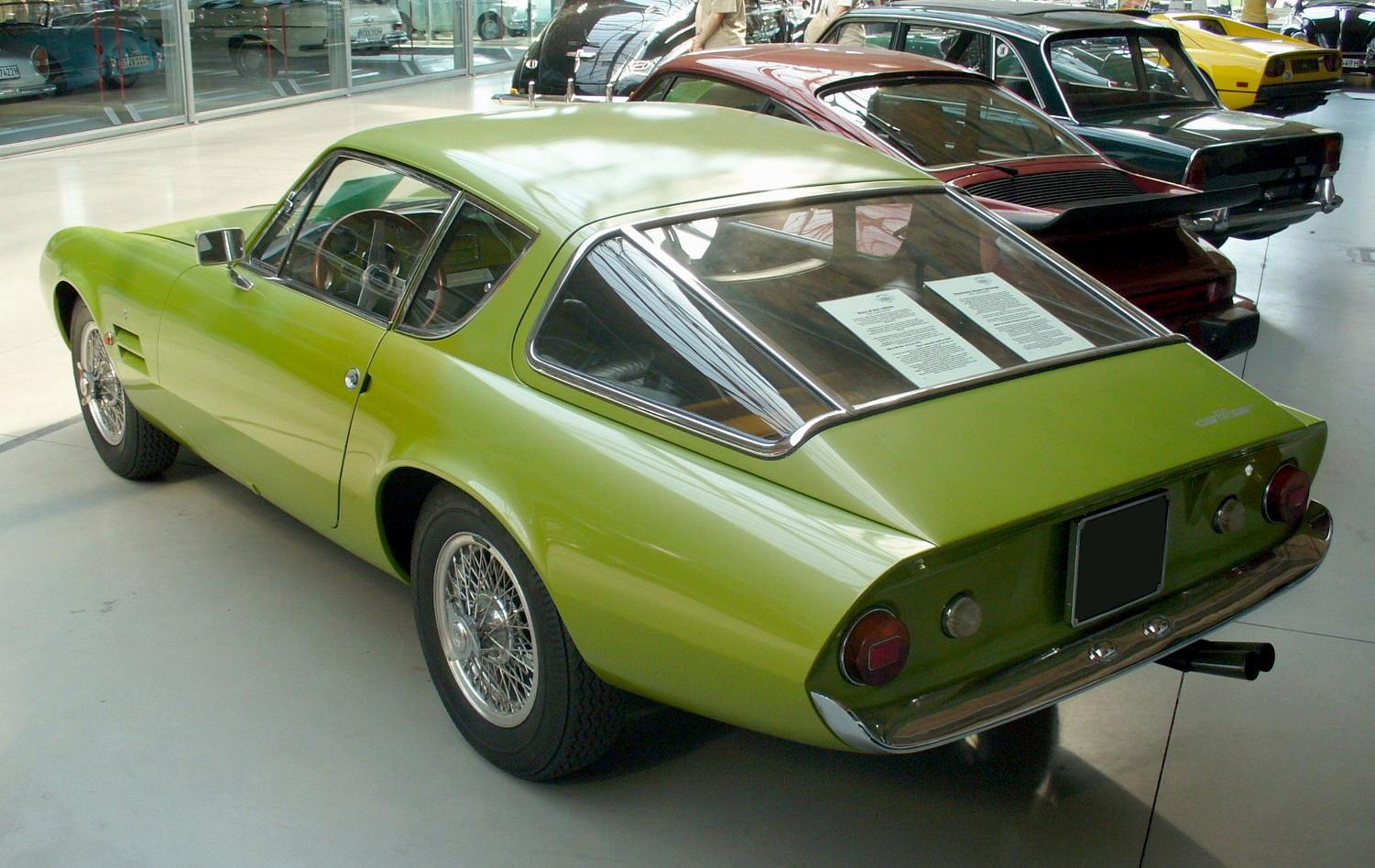
ギア・G230S（1963年）
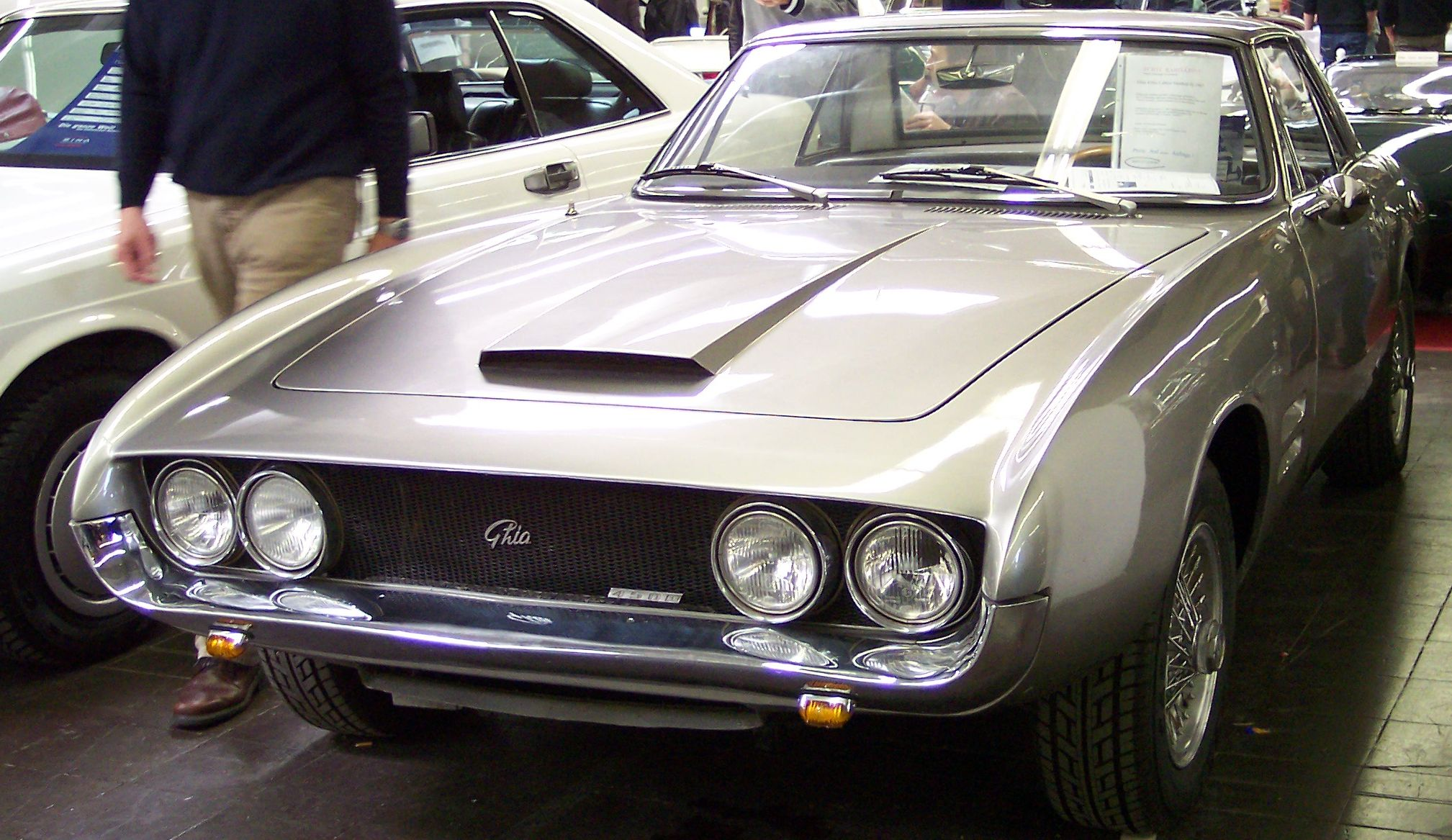
ギア・450（1966年）
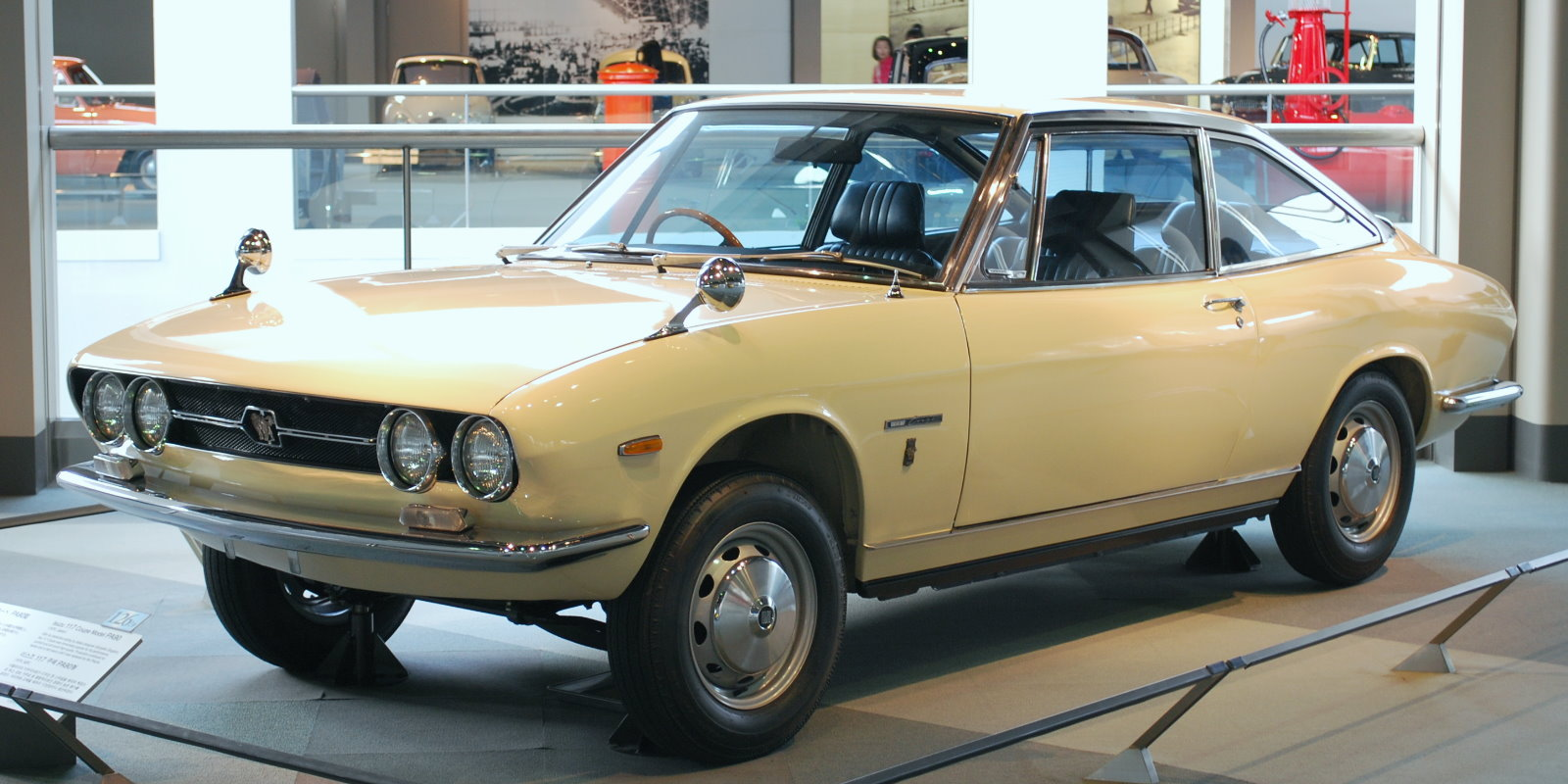
いすゞ・117クーペ（1966年）
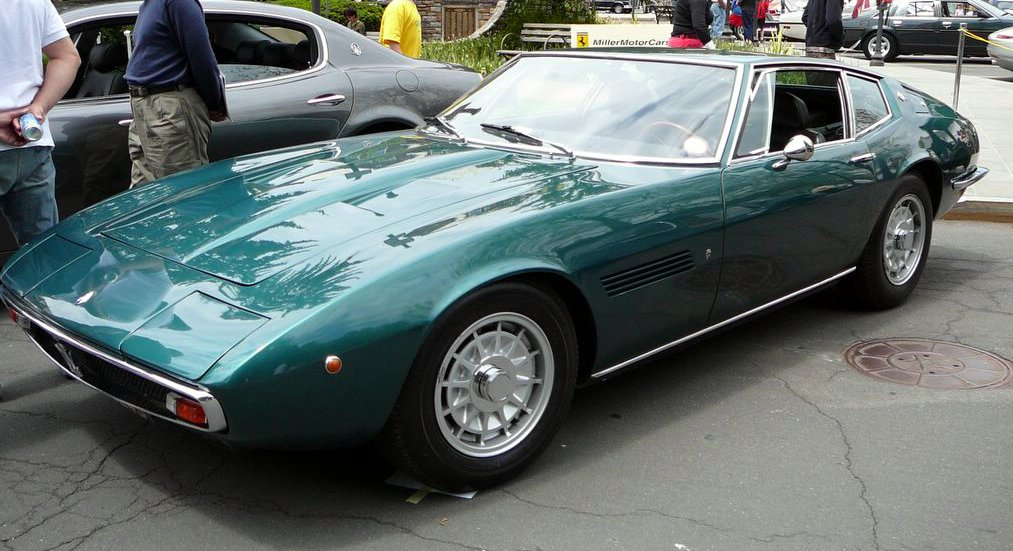
マセラティ・ギブリ（1966年）
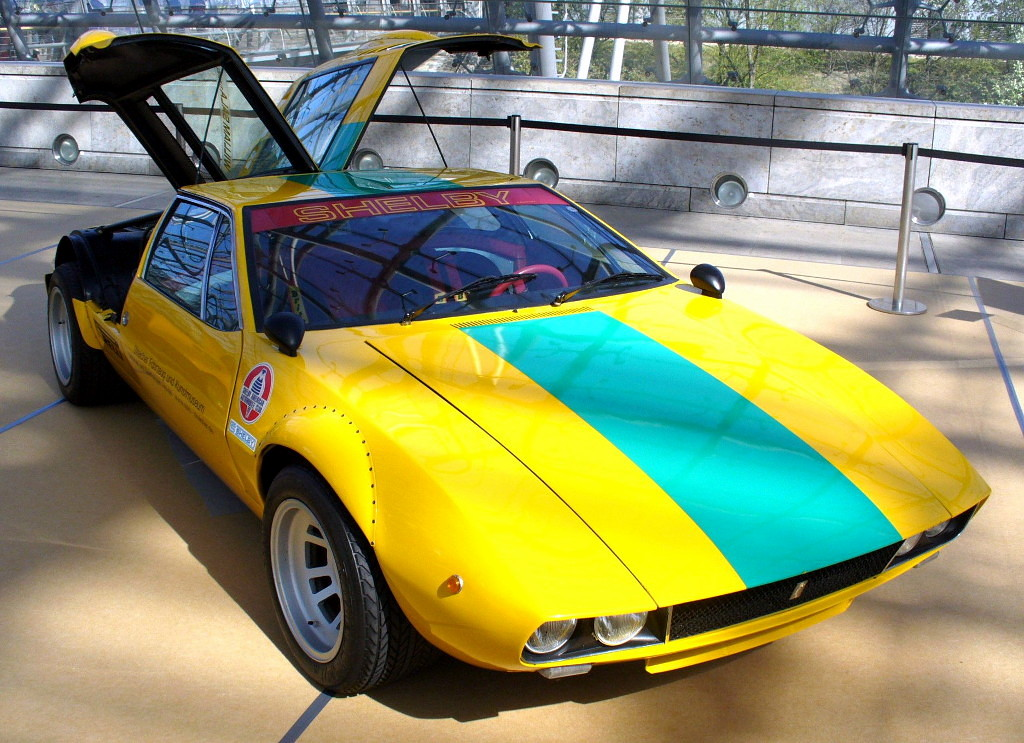
デ・トマソ・マングスタ（1966年）
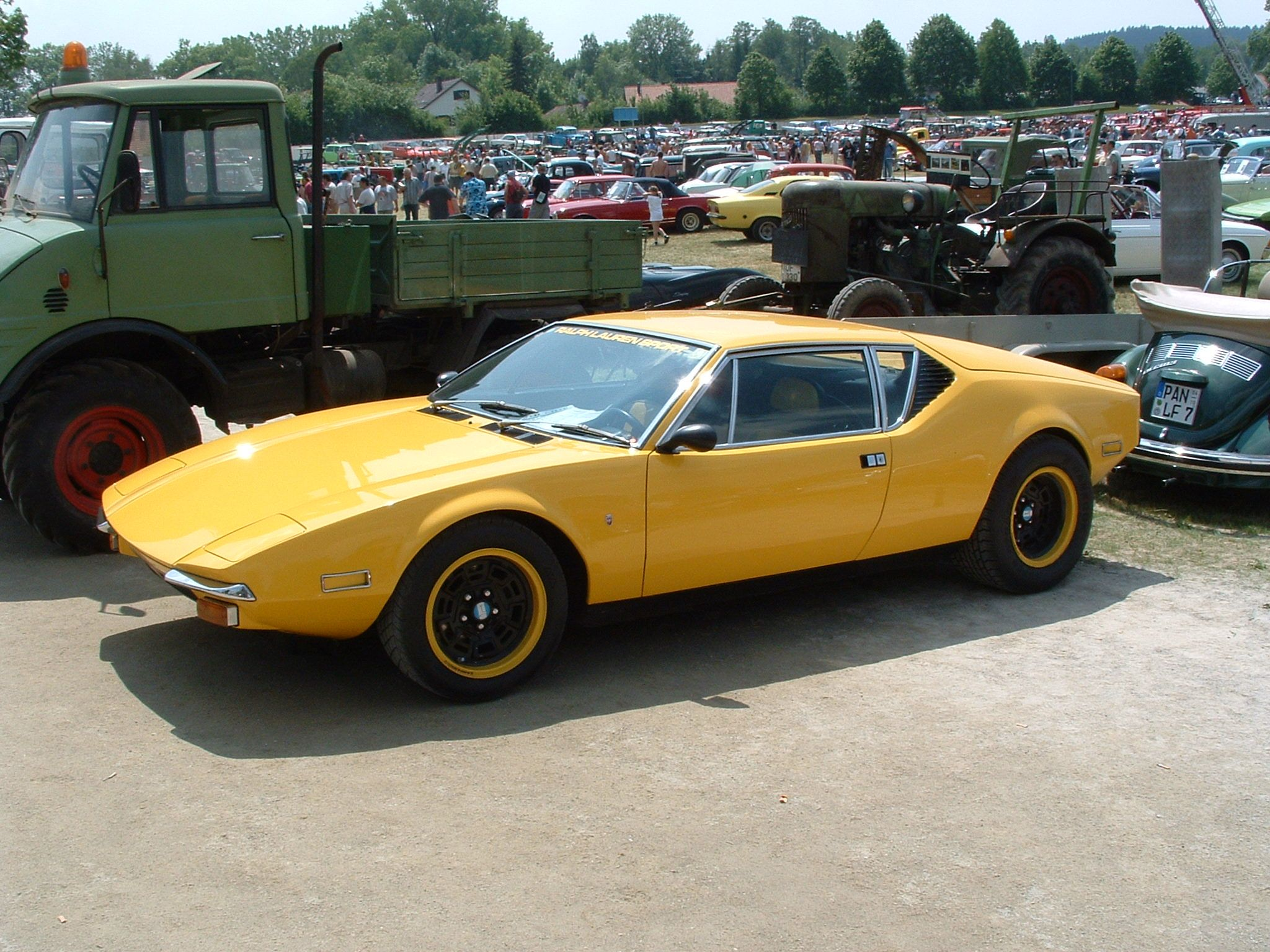
デ・トマソ・パンテーラ（1971年）